# Comuna Lac, Tarutino
Vîsoceanske (în ucraineană Височанське) este o comună în raionul Tarutino, regiunea Odesa, Ucraina, formată din satele Hănești și Lac (reședința).

## Demografie
Componența lingvistică a comunei Lac
     Ucraineană (94,62%)
     Rusă (2,6%)
     Română (2,15%)
     Alte limbi (0,27%)
Conform recensământului din 2001, majoritatea populației comunei Lac era vorbitoare de ucraineană (94,62%), existând în minoritate și vorbitori de rusă (2,6%) și română (2,15%).